# Chorwaci czescy
Chorwaci czescy – jedno z ważniejszych plemion czeskich, położone pomiędzy Pszowianami i Ślężanami, co dokumentuje Dokument praski z roku 1086, zawierający opis granic diecezji praskiej z 973: [...] Psouane, Crouati et altera Chrouati, Zlasane [...]. Składało się ono z dwóch osobnych odłamów (współcześnie w nauce czeskiej: Chorwaci wschodni/Charváti i Chorwaci zachodni/Charvátci), przedzielonych pasmem Sudetów (Niederle, Labuda, Widajewicz – ostatni precyzował, iż zasudecką ziemią Chorwatów mogła być tylko ziemia kłodzka). Chorwatów czeskich lokalizuje się na południe od Karkonoszy na zachód od rzeki Izery. Drugi odłam, określany zwykle mianem Chorwatów śląskich, jest dość powszechnie lokalizowany w ziemi kłodzkiej.
Chorwaci czescy najczęściej pojawiają się w źródłach historycznych ze wszystkich historycznych plemion Chorwatów niebałkańskich. Następujące świadectwa mogą odnosić się do Chorwatów czeskich:
1. W anglosaskiej kronice Alfreda Wielkiego (849–899) pojawia się plemię „Horiti” na wschód od plemienia Dalemińców.
2. Na terytorium Chorwatów uciekła księżna czeska Drahomira po zabójstwie jej syna Wacława I, księcia czeskiego w 929 (lub 936) roku, co odnotowuje Drugi Żywot św. Wacława.
3. Chorwatów czeskich dostrzega się niekiedy w zagadkowej relacji cesarza bizantyjskiego Konstantyna Porfirogenety (905–959) o Białej lub Wielkiej Chorwacji, położonej na północy za Bawarią, w sąsiedztwie Czech, Niemiec i pogańskich Serbów.
4. Chorwatów czeskich wymienia Dokument praski z 1086, oddający stan rzeczy z czasów powołania biskupstwa praskiego w 973.

Tylko ostatnia atestacja bliżej wskazuje na Chorwatów czeskich. Nie ma pewności, czy pozostałe doniesienia odnoszą się do Chorwatów czeskich.

## Literatura
- Zygmunt Sułowski, Chorwaci czescy, w: Słownik Starożytności Słowiańskich. Encyklopedyczny zarys kultury Słowian od czasów najdawniejszych, red. Władysław Kowalenko, Gerard Labuda, Tadeusz Lehr-Spławiński, t. 1 (A–E), cz. 1 (C–E), Wrocław–Warszawa–Kraków 1962, s. 249 (bibl.).
- M. Vach, Češti Charváti, „Český Časopis Historický” 50, 1949, s. 129–152.